# Лассел (лунный кратер)
Кратер Лассел (лат. Lassell), не путать с кратером Лассел на Марсе, — небольшой ударный кратер в восточной части Моря Облаков на видимой стороне Луны. Название присвоено в честь британского астронома Уильяма Лассела (1799—1880) и утверждено Международным астрономическим союзом в 1935 г.

## Описание кратера
Ближайшими соседями кратера являются кратер Герике на северо-западе; кратер Дэви на севере; кратер Альфонс на северо-востоке; кратер Аль-Битруджи на востоке; кратер Табит на юге-юго-востоке; кратер Берт на юге и кратер Николле на юго-западе. На юге от кратера находится мыс Тенария. Селенографические координаты центра кратера 15°29′ ю. ш. 7°54′ з. д. / 15,49° ю. ш. 7,9° з. д., диаметр 21,8 км, глубина 900 м.
Кратер Лассел имеет полигональную форму и затоплен базальтовой лавой, над поверхностью выступает вершина вала с острой кромкой и гладким внутренним склоном. В северной части вала имеется небольшое понижение. Объем кратера составляет приблизительно 330 км³. Дно чаши сравнительно ровное с небольшими складками в западной части у подножия внутреннего склона, альбедо чаши кратера низкое, соответствующее поверхности Моря Облаков. Приблизительно в 35 км к северо-западу от кратера находится скопление пиков. На северо-востоке от кратера находится возвышенность с размерами приблизительно 45 х 25 км, которая получила неофициальное название массив Лассел, на которой расположены сателлитные кратеры Лассел K, G и C (см. снимок ниже). Первые два из упомянутых кратеров возможно являются вулканическими кальдерами, что подтверждается наличием в их окрестностях темных отложений вероятно пирокластической природы, а также цветовой аномалии (см. примечания к сателлитным кратерам). Если массив Лассел образован в результате вулканических извержений, его породы могут быть схожи по составу с риолитом.

## Сателлитные кратеры
| Лассел | Координаты                                            | Диаметр, км |
| ------ | ----------------------------------------------------- | ----------- |
| A      | 16°46′ ю. ш. 6°53′ з. д. / 16,77° ю. ш. 6,88° з. д.   | 2,0         |
| B      | 16°13′ ю. ш. 7°41′ з. д. / 16,22° ю. ш. 7,69° з. д.   | 3,0         |
| C      | 14°41′ ю. ш. 9°22′ з. д. / 14,68° ю. ш. 9,36° з. д.   | 8,7         |
| D      | 14°35′ ю. ш. 10°29′ з. д. / 14,59° ю. ш. 10,48° з. д. | 2,0         |
| E      | 18°14′ ю. ш. 10°13′ з. д. / 18,24° ю. ш. 10,22° з. д. | 4,8         |
| F      | 17°09′ ю. ш. 12°29′ з. д. / 17,15° ю. ш. 12,49° з. д. | 4,7         |
| G      | 14°49′ ю. ш. 8°59′ з. д. / 14,82° ю. ш. 8,99° з. д.   | 6,2         |
| H      | 14°32′ ю. ш. 11°16′ з. д. / 14,54° ю. ш. 11,27° з. д. | 3,8         |
| J      | 14°47′ ю. ш. 10°28′ з. д. / 14,78° ю. ш. 10,47° з. д. | 3,2         |
| K      | 15°05′ ю. ш. 8°57′ з. д. / 15,08° ю. ш. 8,95° з. д.   | 3,9         |
| M      | 14°13′ ю. ш. 8°48′ з. д. / 14,21° ю. ш. 8,8° з. д.    | 2,8         |
| S      | 18°17′ ю. ш. 8°34′ з. д. / 18,29° ю. ш. 8,57° з. д.   | 3,3         |
| T      | 17°04′ ю. ш. 8°50′ з. д. / 17,07° ю. ш. 8,83° з. д.   | 2,2         |

- В районе сателлитного кратера Лассел C находится цветовая аномалия в виде пятна желто-коричневого цвета впервые описанная астронавтом Кеном Маттингли с борта «Аполлон-16».

- Сателлитный кратер Лассел D включен в список кратеров с яркой системой лучей Ассоциации лунной и планетарной астрономии (ALPO)[6] и в список кратеров с темными радиальными полосами на внутреннем склоне Ассоциации лунной и планетарной астрономии (ALPO)[7].

- На юго-западе от сателлитного кратера Лассел D находится необычный маленький темный кратер получивший неофициальное наименование “Шлаковый конус”.

## См.также
- Список кратеров на Луне
- Лунный кратер
- Морфологический каталог кратеров Луны
- Планетная номенклатура
- Селенография
- Минералогия Луны
- Геология Луны
- Поздняя тяжёлая бомбардировка